# Virginie Despentes
Virginie Despentes (ur. 13 czerwca 1969 w Nancy) – francuska pisarka. Należy do nowej generacji pisarzy francuskich, wyrosłych z kultury popularnej, stosujących ostry i bezpośredni styl na opisanie otaczającej ich, nierzadko okrutnej, rzeczywistości.

## Życiorys
Urodziła się w Nancy, w północnej Francji, w departamencie Meurthe i Mozela, jako córka listonosza i gospodyni domowej. Jako nastolatka wyprowadziła się z domu. W wieku 17 lat podczas podróży autostopem, wraz z przyjaciółką padła ofiarą gwałtu trzech chłopaków. Śpiewała w zespole punkowym, pracowała w zakładzie fotograficznym, jako masażystka w salonie masażu w Lyonie i prostytutka, a także jako sprzedawczyni w dziale książek w sklepie płytowym Virgin Megastore w Paryżu, pisała o muzyce i przygotowywała opisy filmów porno.
W 1993 roku jej pierwszą powieść o szokującym tytule Baise-moi (Pieprz mnie), odrzuciło wiele domów wydawniczych, zanim ostatecznie na jej wydanie zdecydował się Florent-Massot. Sprzedaż osiągnęła 40 tys. egzemplarzy. Sześć lat po publikacji pisarka wraz z Coralie Trinh Tri, francuską aktorką porno, zrealizowała scenariusz na podstawie swojej książki i wyreżyserowała. Film o tym samym tytule (data premiery: 28 czerwca 2000), został we Francji najpierw zakazany dla osób poniżej 16 roku życia, a następnie po akcji jednej z francuskich organizacji konserwatywnych, wiek ten podniesiono do 18 lat. Mimo szokujących scen seksualnych, Gwałt (Baise-moi) z Karen Lancaume jako Nadine nie zaliczono do filmów pornograficznych.
Za powieść Les Jolies choses otrzymała Prix de Flore. Książka ta została zekranizowana w 2001 roku, z Marion Cotillard w roli głównej. Film zdobył nagrodę Michel d’Ornano na festiwalu filmowym w Deauville '2001.
W 2004, w wieku 35 lat związała się z hiszpańską pisarką i badaczką gender Béatriz Preciado. Wkrótce przeprowadziła się do Barcelony, ale była też obecna we Francji – pisała czytane i nagradzane powieści oraz teksty prasowe, a także kręciła filmy.
W wydanej w 2006 r. książce autobiograficznej King Kong Theorie (Teoria King Konga) Despentes porusza wiele problemów współczesnej kobiety, opowiadając się m.in. za pełną legalizacją prostytucji. W Polsce została wydana przez fundację Feminoteka dzięki wsparciu, jakiego udzielili czytelnicy poprzez portal crowdfundingowy Pomagam.pl.
W 2010 roku kolejna jej powieść Apocalypse bébé została uhonorowana Prix Renaudot (to druga po nagrodzie Goncourtów najważniejsza nagroda literacka we Francji).
21 marca 2012 miała miejsce premiera ekranizacji komedii Żegnaj blondyneczko z Béatrice Dalle i Emmanuelle Béart w rolach głównych.

## Twórczość

### Powieści
- Baise-moi, 1993, Florent-Massot[11]
- Les Chiennes savantes 1996, Florent-Massot[12]
- Les Jolies choses, 1998, Grasset[13] (nagrodzona Prix de Flore w 1998 i prix Saint-Valentin w 1999)
- Teen Spirit, 2002, Grasset[14]
- Trois etoiles, 2002, Au diable Vauvert[15] (powieść graficzna zrealizowana i wydana we współpracy z Norą Hamdi)
- Bye bye Blondie, 2004, Grasset[16]
- Apocalypse bébé, 2010, Grasset[17] (Nagroda Trop Virilo(inne języki) 2010 i Nagroda Renaudot 2010).
- Vernon Subutex, 1, 2015, Grasset[18][19] (Nagroda Anaïs-Nin(inne języki) 2015, Nagroda Landerneau(inne języki) 2015, Nagroda La Coupole(inne języki) 2015).
- Vernon Subutex, 2, 2015, Grasset[20][21]
- Vernon Subutex, 3, 2017, Grasset[22]

### Zbiory opowiadań
- Mordre au travers, 1999, Librio[23]

### Eseje
- Teoria King Konga, 2006, Grasset[24][25]